# Can Boy
Can Boy és una obra del municipi de la Bisbal d'Empordà inclosa en l'Inventari del Patrimoni Arquitectònic de Catalunya.

## Descripció
Edifici d'estructura simètrica, format per un cos principal, de planta quadrada, i cossos laterals a banda i banda, més baixos que el central i amb galeries d'arcs de mig punt. El cos central és de planta baixa i dos pisos, i els laterals de planta baixa i un pis. La façana del cos central està dividida verticalment en tres parts, a la central de les quals és situada la porta d'accés. Tots els cossos es troben coronats per baranes de ceràmica. El conjunt es trobava inicialment envoltat de jardins, en l'actualitat desapareguts.

## Història
Can Boy, actualment coneguda com a Can Balaguer, va ser bastida per Agustí Boy i Deulofeu, fill de Palamós i establert a Cuba, on es va enriquir. De retorn a Catalunya va establir-se a la Bisbal. El 20 de març del 1867 el matrimoni format per Agustí Boy i Antònia González Acuña, oriünda de Matanzas, va adquirir la casa i terres de l'antic Mas Calonge, documentat des de segle xiv. La vella masia, que havia estat reformada l'any 1849, segons consta encara a la llinda de la porta d'accés, va ser ampliada amb els cossos laterals, que recordaven el país de procedència de la senyora i que eren del mateix estil que els de la casa de la família Martí-Sorias, també d'"americanos". Sembla probable, per les coincidències estilístiques, que ambdós edificis fossin bastits pel mateix arquitecte, Sureda i Deulovol, encara que no s'ha trobat documentació al respecte. Agustí Boy va dur a terme importants obres d'urbanització en els terrenys de l'antic mas, a partir del 1880.
En l'actualitat, Can Boy és utilitzada com a habitatge i magatzem de transports.